# 纳斯达克

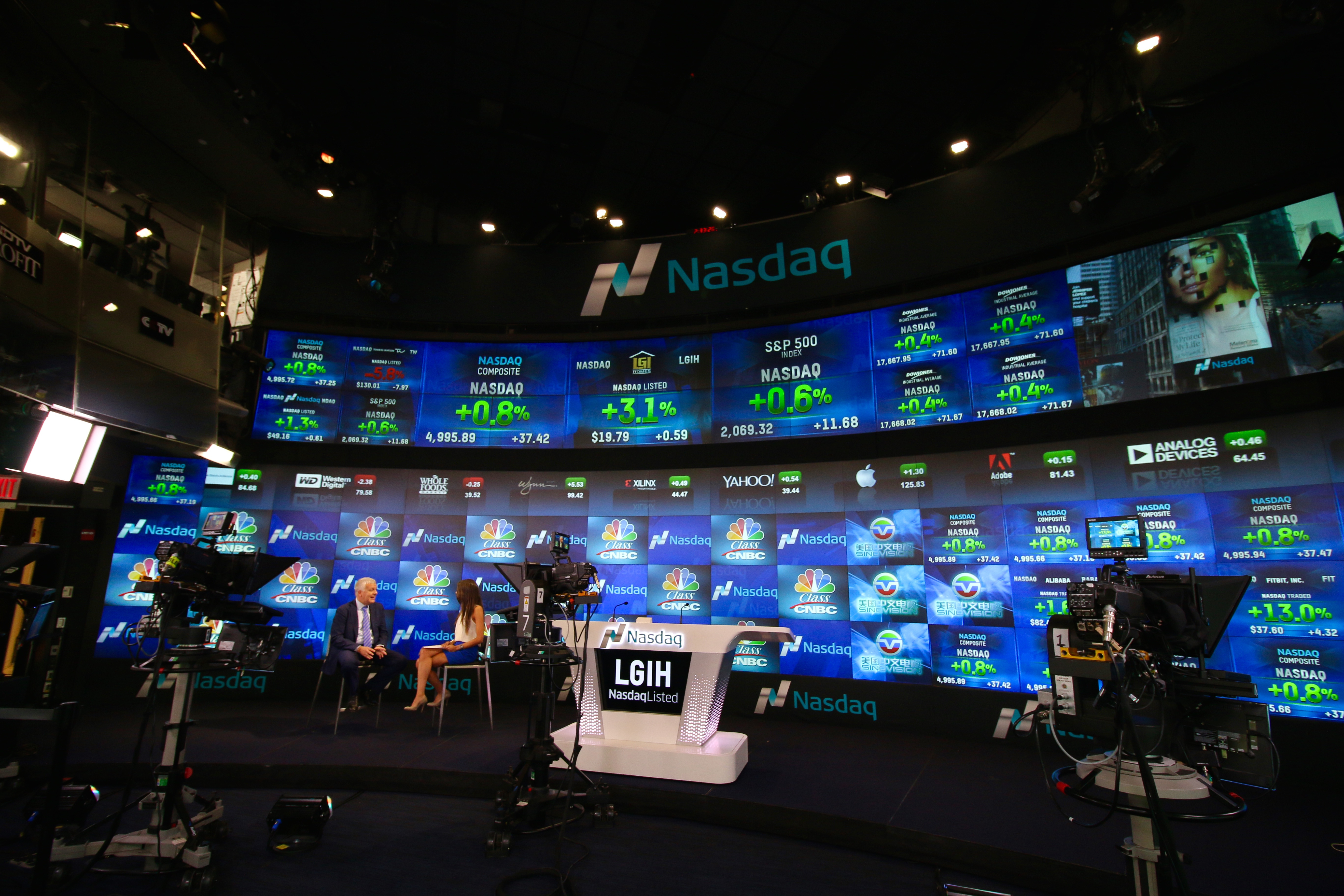
纳斯达克行情牆

纳斯达克股票交易所（i/ˈnæzˌdæk/）是美國的一間電子股票交易所，創立於1971年，是现在世界上第二大的证券交易所，僅次於紐約證券交易所。其英語名稱原為（全國證券交易商協會自動報價系統）的縮寫。NASDAQ和標普500、道瓊平均是美國最重要的股票指數。
该市场的特色是允许市场期票和股票出票人透過电话或互联网直接交易，而不用限制在交易大厅，而且交易的内容大多与新技术尤其是電腦方面相关，為世界第一個電子證券交易市場。所以一般来说，在纳斯达克掛牌上市的公司以高科技公司为主，这些科技大公司包括苹果、谷歌、亚马逊、微軟、特斯拉、Meta Platforms、博通、ASML、Adobe、應用材料等等，不過近年來也有許多非電子公司上櫃，但也多涉及資本與技術密集型的產業如航空、製藥、影視、體育、電玩、諮詢等類別的企業。2012年5月18日，Facebook透過在纳斯达克上市，募得约160億美元，成为僅次于2008年Visa（约179億美元）的美国第二大IPO。
雖然那斯達克是一個電子化的證券交易市場，理論上是在虛擬空間的，但它仍有個代表性的實體交易中心，该中心位於紐約時代廣場旁的时代广场4号（Four Times Square，該大樓又常被稱為「康泰納仕大樓」）。但是，時代廣場四號內並沒有一般證券交易所常有的各種交易用硬體設施，取而代之的是一個大型的攝影棚，配合高科技的投影螢幕並且有歐美各國主要財經新聞電視台的記者派駐進行即時行情報導。
2007年5月25日，納斯達克（NASDAQ）同意以37億美元的價格收購OMX。然而在8月，杜拜證券交易所（Borse Dubai）對OMX報價40億美元，並將其演變成為一場收購戰。2007年9月20日，杜拜證券交易所同意停止對OMX的競購，要求獲得納斯達克20%的股份和5%投票權、以及納斯達克在倫敦證券交易所28%股份作為回報。經過多次商討後，杜拜證券交易所取得了OMX集團在和納斯達克完成併購交易之前97.2%的已發行股票。緊接著在2008年2月27日，兩家公司合併完成，新公司名為納斯達克OMX集團。
2013年4月1日納斯達克斥資7.5億美元現金，向貨幣經紀商BGC Partners收購電子債券交易平台eSpeed，令納市可首次涉足每日交投量達5,000億美元的市場，若收入符合目標，納斯達克將在未來15年發行價值4.84億美元的約1500萬股普通股，使這項交易的潛在價值達到12.3億美元。

## 历史

NASDAQ舊商標（至2014年）

1971年，纳斯达克由全國證券交易商協會创立，於1972年更名為「（全國證券交易商協會自動報價系統）」的縮寫，并于2000～2001年的一系列交易中由协会分离出来，成立纳斯达克。由纳斯达克OMX集团擁有和運作，2002年7月2日其股票在自己的股票交易所上市，股票代码为NASDAQ：NDAQ。
1971年2月8日纳斯达克开始交易时，是一個電子化的股票交易市場。起初，纳斯达克仅是一个报价系统，并不提供电子交易。纳斯达克有助于缩小点差，但在经纪人中并不流行。
2021年8月6日，美國證券交易委員會正式批准納斯達克的提議，要求納斯達克上市的公司的董事會必須有女性、少數族裔或LGBT成員。

## 市场组织方式
纳斯达克市场是最典型的多做市商交易制度，跟纽约证券交易所的專門交易商制度相對。造市者交易制度的优越性推动了纳斯达克的飞速发展。